# Козинка (Брянская область)
Кози́нка (Козинки, Казинки) — село в Комаричском районе Брянской области, в составе Усожского сельского поселения. 
 Расположено в 9 км к юго-западу от посёлка городского типа Комаричи. Население — 2 человека (2010).

## История
Упоминается с 1628 года в составе Чемлыжского стана Комарицкой волости как существующее село с Воскресенской церковью (не сохранилась). Бывшее дворцовое владение; с конца XVIII века — владение Горяиновых, Ломакиных, Голицыных, Ступиных и других помещиков. В XIX веке работал винокуренный завод. В 1900 была открыта земская школа.
До 1929 года состояло в Севском уезде (с 1861 — в составе Угревищинской волости, с 1880-х гг. в Литижской, с 1924 в Комаричской волости). До 1954 года являлось центром Козинского сельсовета, в 1954—1960 в Угревищском сельсовете.
| Годы      | 1858 | 1866 | 1878 | 1894 | 1897 | 1926 | 1979 | 1989 | 2002 | 2010 |
| --------- | ---- | ---- | ---- | ---- | ---- | ---- | ---- | ---- | ---- | ---- |
| Население | 663  | 612  | 848  | 1071 | 984  | 1283 | 150  | 47   | 16   | 2    |